# Shinya Nakano
Shinya Nakano (japanska: 中野真矢?, Nakano Shin'ya), född den 8 oktober 1977 i Tokyo, Japan är en japansk roadracingförare som tävlat i MotoGP, 500GP, 250GP och Superbike.  Han har vunnit 6 Grand Prix, i 250GP, och var ytterst nära att bli världsmästare 1998. Kampen om titeln stod mellan Nakano och hans teamkamrat Olivier Jacque och den senare vann genom att slå Nakano med 0,014 sekunder i sista tävlingen. 1999 gick Nakano upp till 500GP och blev femma i VM. När klassen året efter gynnade fyrtaktsmotorer och bytte namn till MotoGP-epoken har Nakano legat runt tionde plats i VM-tabellen och tagit tre pallplatser. Han är den förste som representerat tre japanska märken i MotoGP: Yamaha, Kawasaki och Honda. Efter att inte ha fått förnyat kontrakt med Gresini Honda för 2009, skrev Nakano på för Aprilia i Superbike-VM. Efter ett skadedrabbat år med fjärdeplatsen i premiären som bästa resultat avslutade Nakano sin racingkarriär.